# Initial

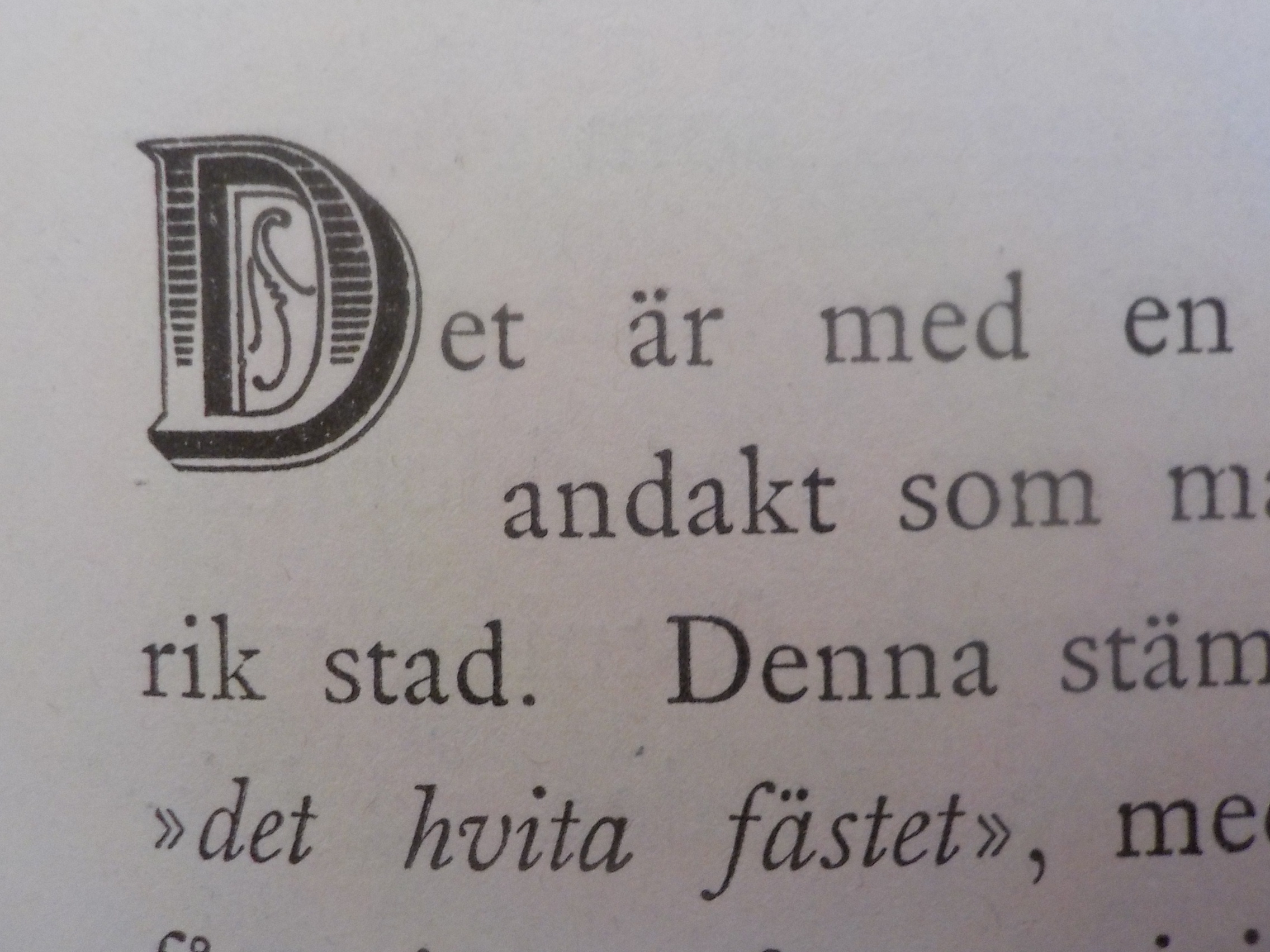
Anfang i svensk bok från sent 1800-tal.

Initial, från latin "inledande", första bokstaven i ett ord.
En initial som i exempelvis en bok har satts i större storlek eller i en annan stil eller på annat sätt fått ett sådant utförande så att tecknet upperbarligen skiljer sig från brödtexten kallas anfang.
Initialer används som förkortning av en persons namn, till exempel JB för James Bond eller för förnamn såsom A.A. Milne för Alan Alexander Milne.
Den inledande bokstaven används ibland för allitteration.